# MÁV V43 alváltozatok
Ez a szócikk a MÁV V43 villamosmozdony alváltozatainak pályaszámait tartalmazza.

## V43 1xxx sorozat és alváltozatai

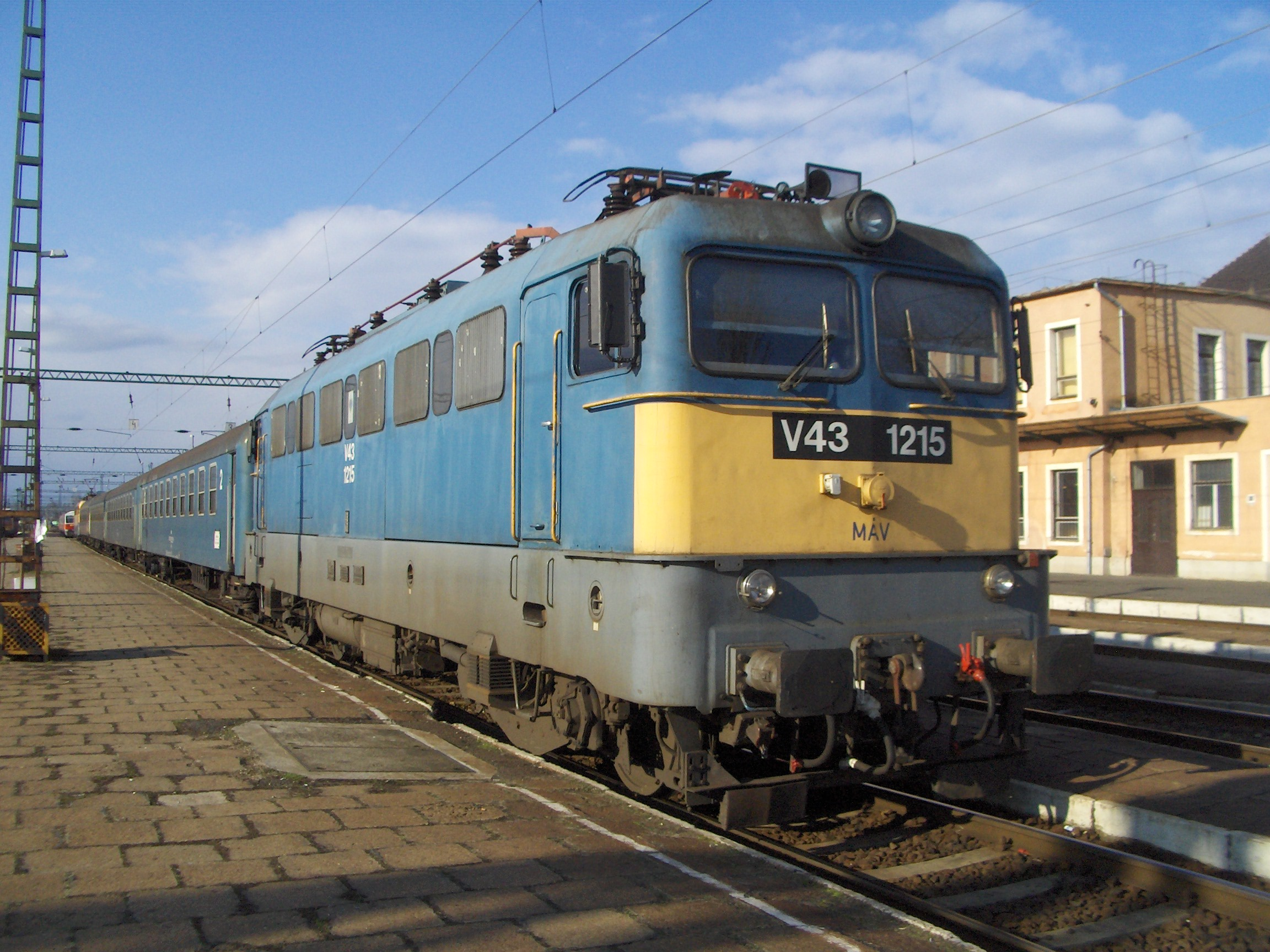
1000-es sorozatú V43

- VM14-1: V43 1008-1009 (1964, gyári szám: 116-117)
- VM14-2: V43 1010-1012 (1964, gyári szám: 118-120)
- VM14-3: V43 1013-1018 (1964/65, gyári szám: 121-126)
- VM14-4: V43 1019-1029 (1965/66, gyári szám: 127-137)
- VM14-5: V43 1030-1041 (1966, gyári szám: 158-169)
- VM14-6: V43 1042-1053 (1966/67, gyári szám: 170-181)
- VM14-7: V43 1054-1065 (1967, gyári szám: 182-193)
- VM14-8: V43 1066-1077 (1967/68, gyári szám: 194-205)
- VM14-9: V43 1078-1089 (1968, gyári szám: 206-217)
- VM14-10: V43 1090-1101 (1968/69, gyári szám: 218-229)
- VM14-11: V43 1102-1117 (1969, gyári szám: 230-245)
- VM14-12: V43 1118-1129 (1970, gyári szám: 246-256)
- VM14-13: V43 1130-1145 (1970/71, gyári szám: 257-273)
- VM14-14: V43 1146-1165 (1971, gyári szám: 274-293)
- VM14-15: V43 1166-1206 (1971-73, gyári szám: 294-334)
- VM14-16: V43 1207-1212 (1973, gyári szám: 337-342)
- VM14-17: V43 1213-1231 (1974, gyári szám: 343-361)
- VM14-18: V43 1232-1247 (1975, gyári szám: 362-377)
- VM14-19: V43 1248-1267 (1975/76, gyári szám: 378-397)
- VM14-20: V43 1268-1283 (1976, gyári szám: 398-413)
- VM14-21: V43 1284-1293 (1977, gyári szám: 414-423)
- VM14-22: V43 1294-1308 (1978, gyári szám: 424-438)
- VM14-23: V43 1309-1328 (1980, gyári szám: 444-463)
- VM14-24: V43 1329-1353 (1981, gyári szám: 464-488)
- VM14-25: V43 1354-1379 (1982, gyári szám: 489-514)

## V43 2xxx sorozat

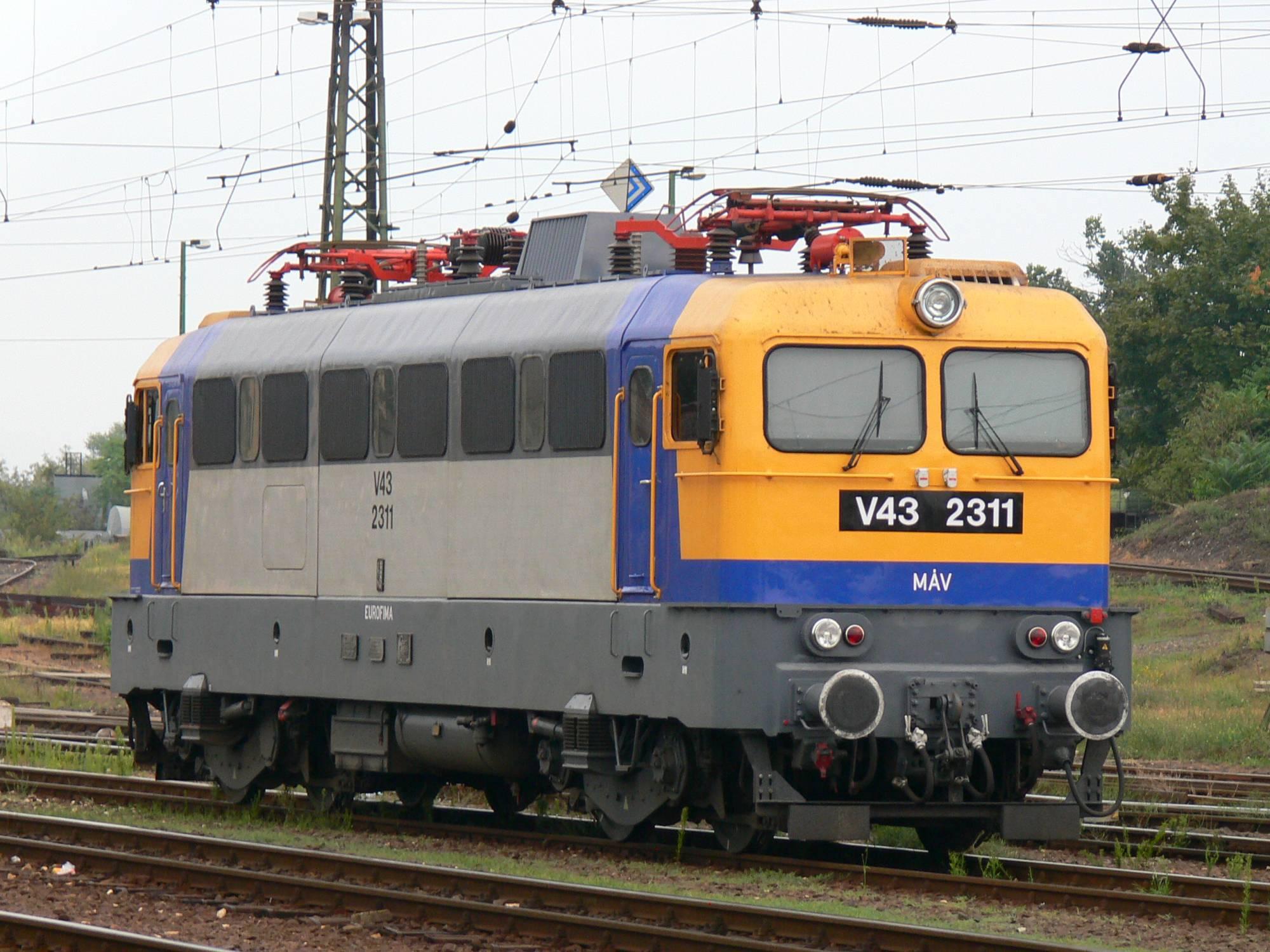
2000-es sorozatú V43

56 db 2000-es sorozatú mozdony tartozik a MÁV állagába, melyek a következők:
- V43 2144, 2160, 2162, 2171, 2184, 2199
- V43 2200, 2213, 2235, 2236, 2238, 2241, 2243, 2244, 2247, 2248, 2250, 2251, 2252, 2254, 2255, 2256, 2257, 2258, 2260, 2262, 2263, 2264, 2270, 2273, 2275, 2277, 2281, 2291, 2292, 2293, 2299
- V43 2300, 2302, 2303, 2304, 2307, 2309, 2311, 2317, 2318, 2343, 2345, 2353, 2355, 2358, 2360, 2373, 2376, 2377, 2378

## V43 3xxx sorozat

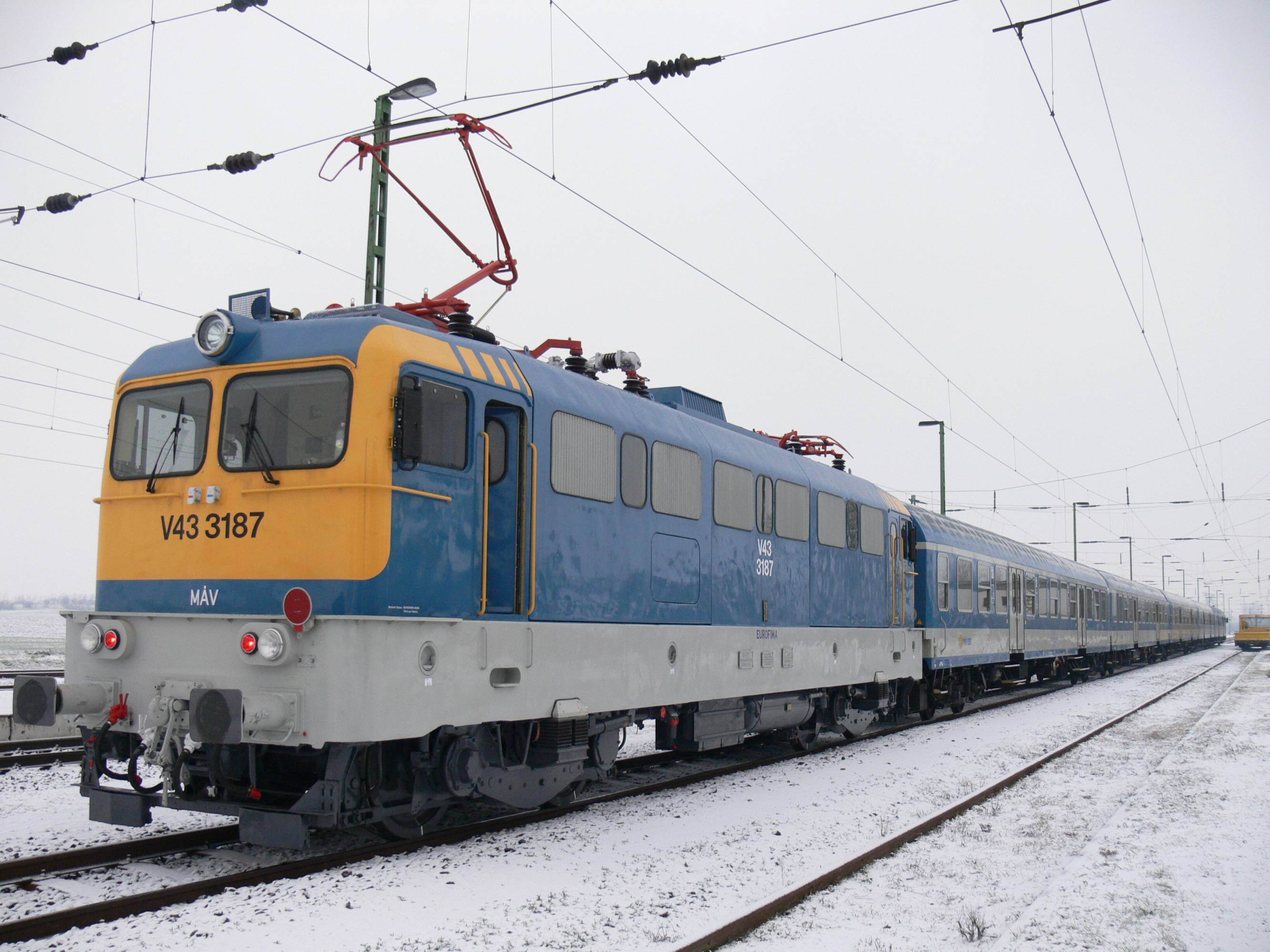
3000-es sorozatú V43

2007 végén álltak üzembe az első átalakított gépek V43 3187, V43 3211, V43 3201 és V43 3347 pályaszámokon, majd őket követték 2008 folyamán a V43 3239, V43 3333, V43  3159, V43  3245, V43 3227, V43 3316, V43 3242, V43 3220, V43 3288, V43 3278, V43 3216, V43 3280, V43 3209, V43 3161, V43 3308, V43 3313, V43 3315, V43 3222, V43 3170, V43 3312, V43 3197, V43 3210, V43 3305, V43 3268, V43 3224 és V43 3185 pályaszámú gépek.

## Balesetet szenvedett mozdonyok
Több súlyosan rongálódott balesetes mozdonyt - például V43 1054, V43 1095, 1125, 1136, 1144, 1173, 1220, 1246, 1265, 1269, 1281 - állítottak talpra a tartalék főkeretekből és más alkatrészekből. Az így összeszerelt mozdonyok az elődeik pályaszámait is megkapták, így gyakorlatilag 379 darab pályaszámot adtak ki, de ennél néhány darabbal több mozdonyt gyártottak le. A V43 1054 pályaszámú mozdonyt 2014. 11.13-án bontották el, mert 2010-ben Kiskunlacházánál egy balesetben súlyosan megrongálódott a főkerete. Az 1107-es mozdony 2016-ban szenvedett balesetet Ebesnél. Az 1208-as mozdony Szatymaznál szenvedett balesetet 2017 nyarán. Az 1364-es mozdony 2021 tavaszán szenvedett balesetet Újfehértónál. 
Az 1198-as mozdony 2023 novemberében szenvedett balesetet Sápnál.
Az 1145, 1231, 1356 és 1357 is baleset miatt állt le és került selejtezésre 2021-ben.